# 普雷奧布拉任卡 (波洛希區)

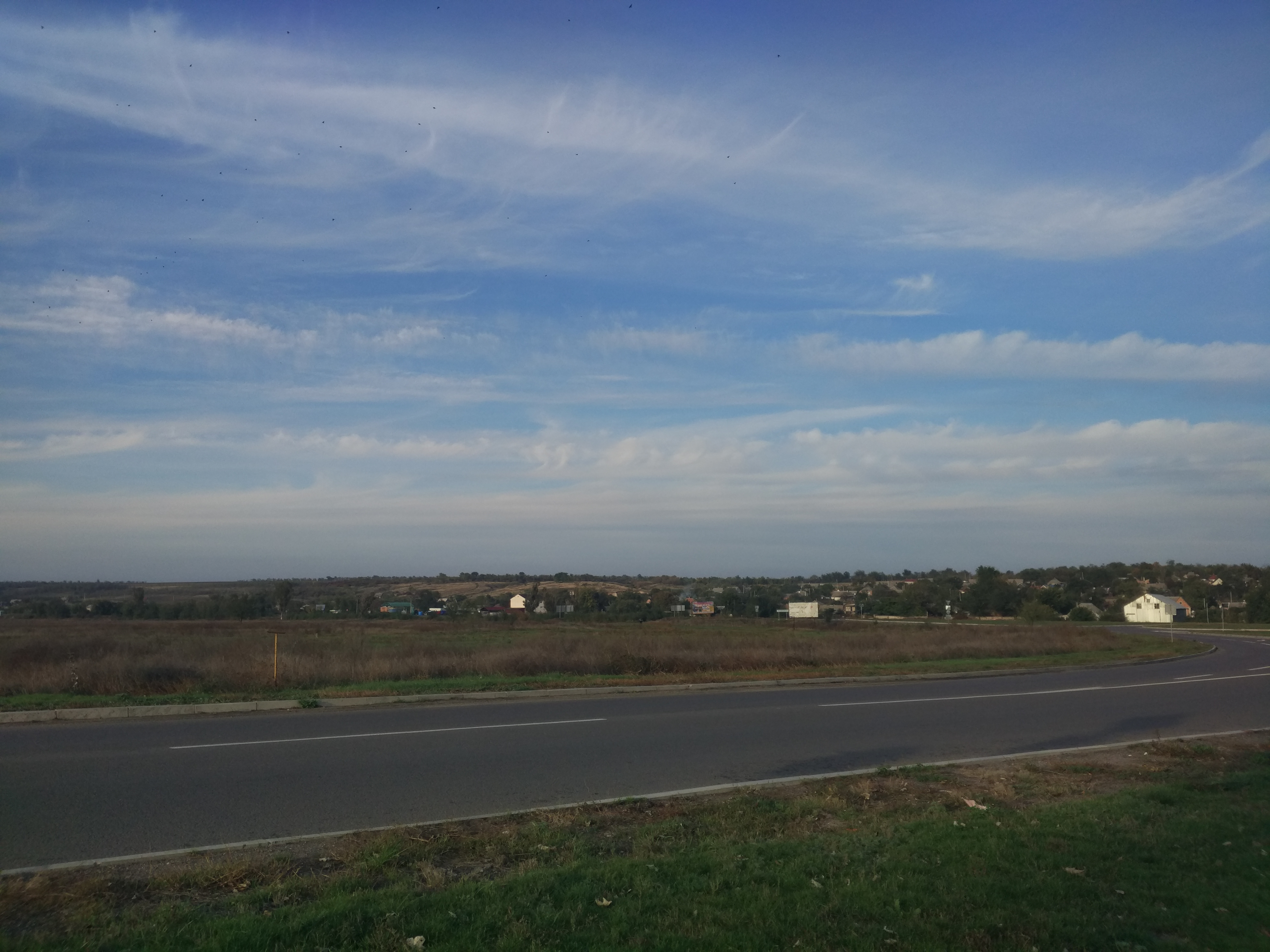
村庄景象

普雷奧布拉任卡（烏克蘭語：Преображенка），是烏克蘭東南部扎波羅熱州波洛希區普雷奧布拉任卡市鎮内的村落及其行政中心。處於孔卡河右岸，距離基羅韋6公里，始建於1772年，面積6.29平方公里，海拔高度63米，2001年人口3,710。